# Chemin de Thore
Le chemin de Thore est une voie de circulation de la commune de Mont-de-Marsan, dans le département français des Landes.

## Présentation
Cette artère, longue de 1 900 mètres, est située sur la rive droite de la Douze, dans le quartier de Saint-Jean-d'Août qu'elle traverse d'est en ouest.

### Situation et accès
Elle relie le boulevard Ferdinand-de-Candau, près de l'église Saint-Jean-d'Août, à l'avenue Belle-Chaumière, au niveau du ruisseau d'Ambos, formant la limite nord du lotissement communal de Jouanas, à l'ouest du centre-ville de Mont-de-Marsan. Axe fréquenté de la ville, il dessert le groupe scolaire de Saint-Jean-d'Août, construit en 1936 par la municipalité de Jean Larrieu, le groupe scolaire privé Jean-Cassaigne, installé depuis novembre 1994 dans les locaux de l'ancien petit séminaire, et la station d'épuration de Jouanas, édifiée en 1975 et reconstruite en 2021, la plus importante de l'agglomération, traitant les eaux usées de Saint-Pierre-du-Mont et de la plus grande partie de Mont-de-Marsan.

### Nom
L'odonyme « Thore » proviendrait du mot gascon « Tore », qui désigne l'aconit, plante montagnarde, amère et toxique à fleurs bleues, ordinairement cultivée dans le jardin des particuliers. A Saint-Jean-d'Août, c'est le nom d'une ancienne métairie, située originellement à l'emplacement actuellement occupé par le groupe scolaire Jean-Cassaigne (au n°1120 chemin de Thore), avec des variantes orthographiques selon les époques et les documents sur lequel le nom figure : 
- « Taure » en 1770 sur la carte topographique de Guyenne de Pierre de Belleyme ;
- « Tauque » sur la carte de Cassini (fin XVIIIe siècle)[1] ;
- « Tore » en 1811 sur le cadastre napoléonien de Saint-Jean-d'Août, alors commune autonome[n 3].

### Historique
XIXe siècle
Le nom « chemin de Thore » est d'usage courant pour désigner l'ancien chemin vicinal ordinaire nº2 classé le 8 avril 1852 (alors long de 3 000 mètres et s'achevant à la ferme de Ribeng), avant qu'il ne soit officialisé par délibération du Conseil municipal en séance du 6 février 1884.
XXe siècle
En 1915, les Ursulines reviennent s'installent pour quelques décennies au 406 chemin de Thore, lieu-dit Cabanac. Un premier couvent des Ursulines existait en ville de 1658 jusqu'à la Révolution française.  Le bâtiment du 406 chemin de Thore accueille par la suite les pères Montfortains. Au début des années 1970, il devient l'hôtel Ker Joy, qui accueille des filles-mères. Au début des années 2020, cette propriété du Conseil départemental des Landes devient un foyer de migrants. 
Le groupe scolaire de Saint-Jean-d'Août est construit en 1936 au n°202. Au début de l'Occupation de la ville le 27 juin 1940, il est réquisitionné, comme d'autres établissements scolaires (école normale de Mont-de-Marsan, lycée Victor-Duruy, ancien pensionnat de jeunes filles de la rue Général-Lasserre) et sert de cantonnement aux soldats allemands. Les derniers d'entre eux quittent les lieux dans la nuit du 20 août 1944, au moment de la libération de Mont-de-Marsan.

## Bâtiments remarquables et lieux de mémoire
Ancien couvent

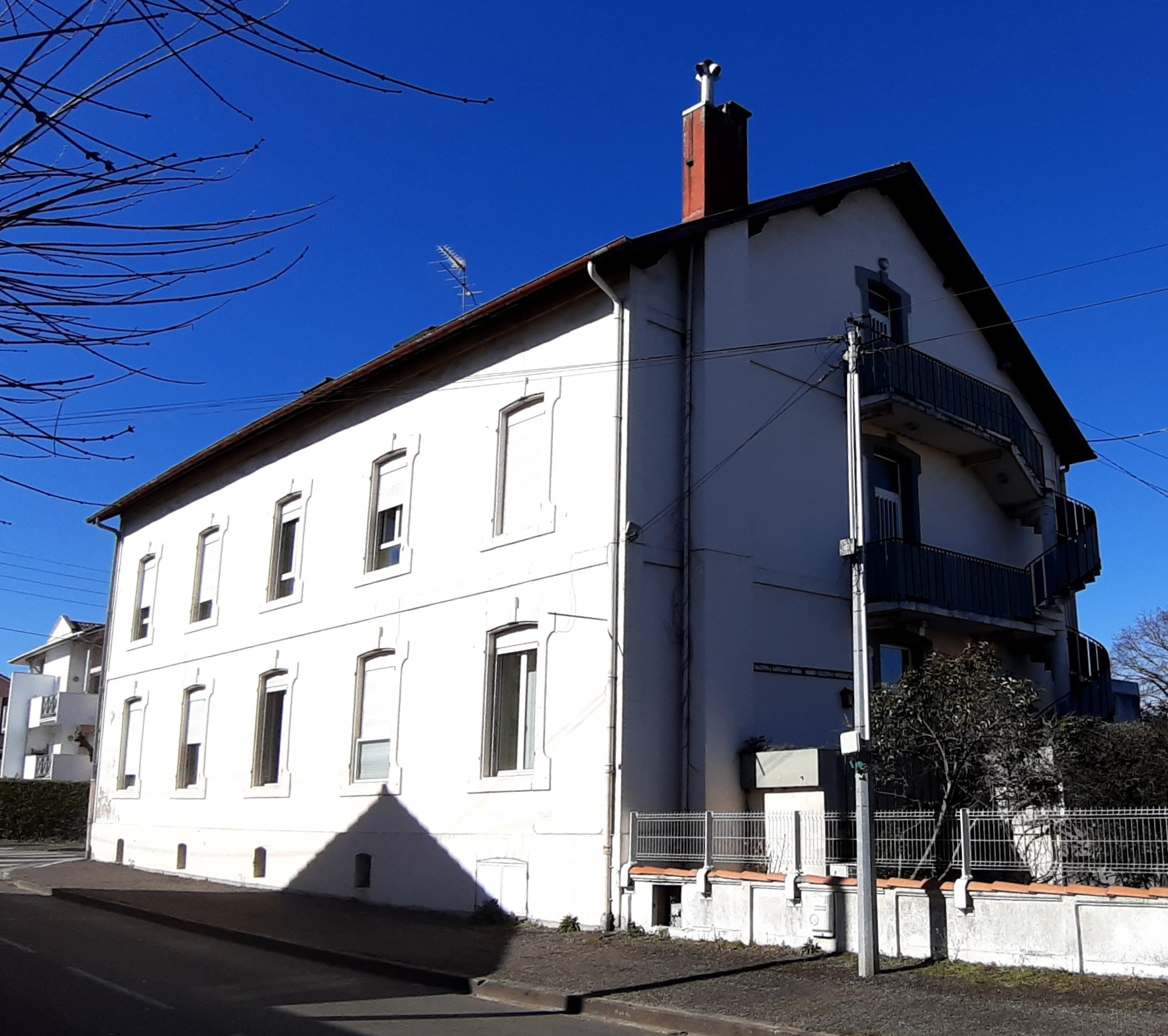
Ancien couvent des Ursulines au n°406.

Établissements scolaires

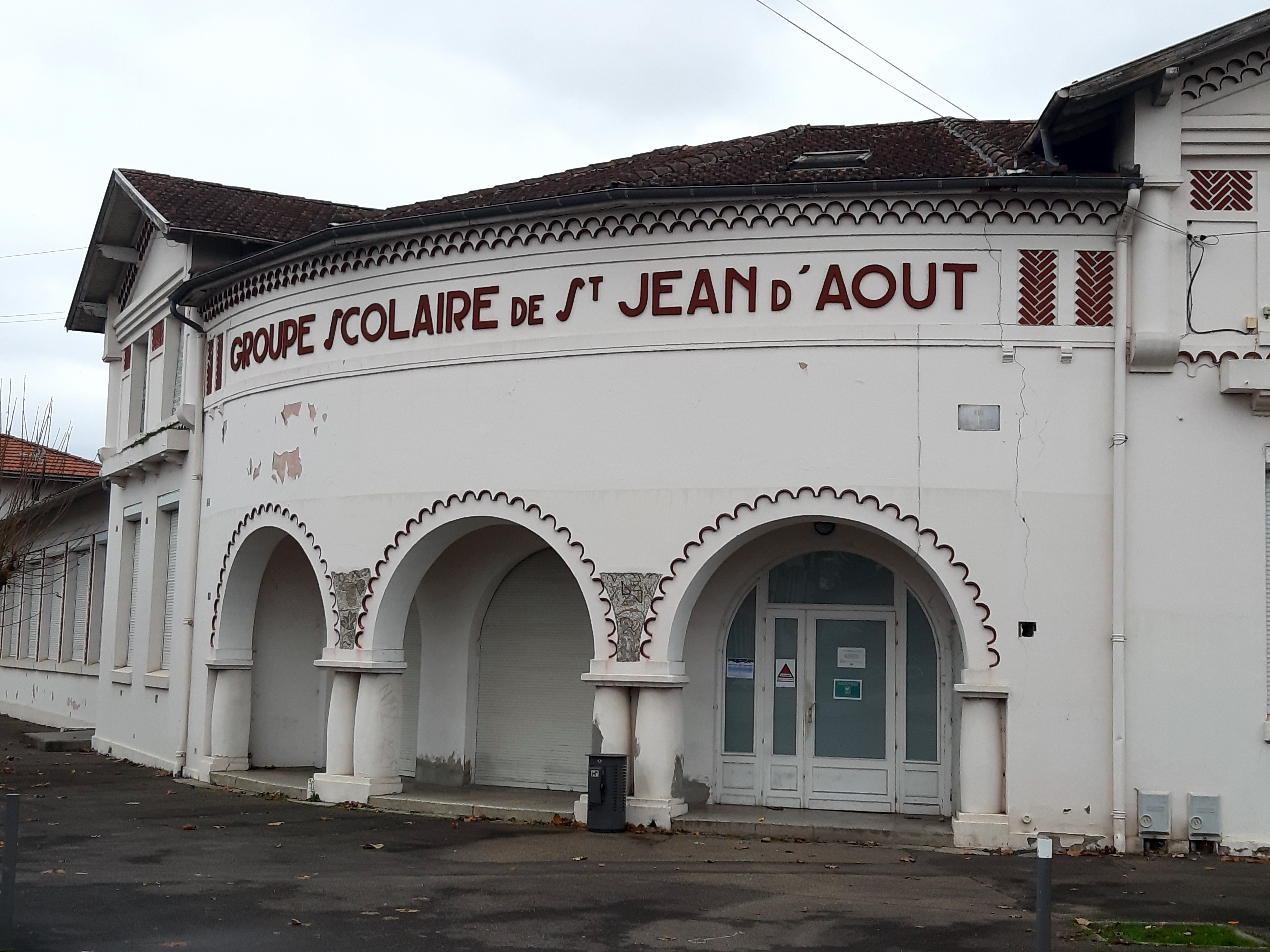
Groupe scolaire public de Saint-Jean-d'Août, construit en 1936 au n°202 chemin de Thore par la municipalité de Jean Larrieu
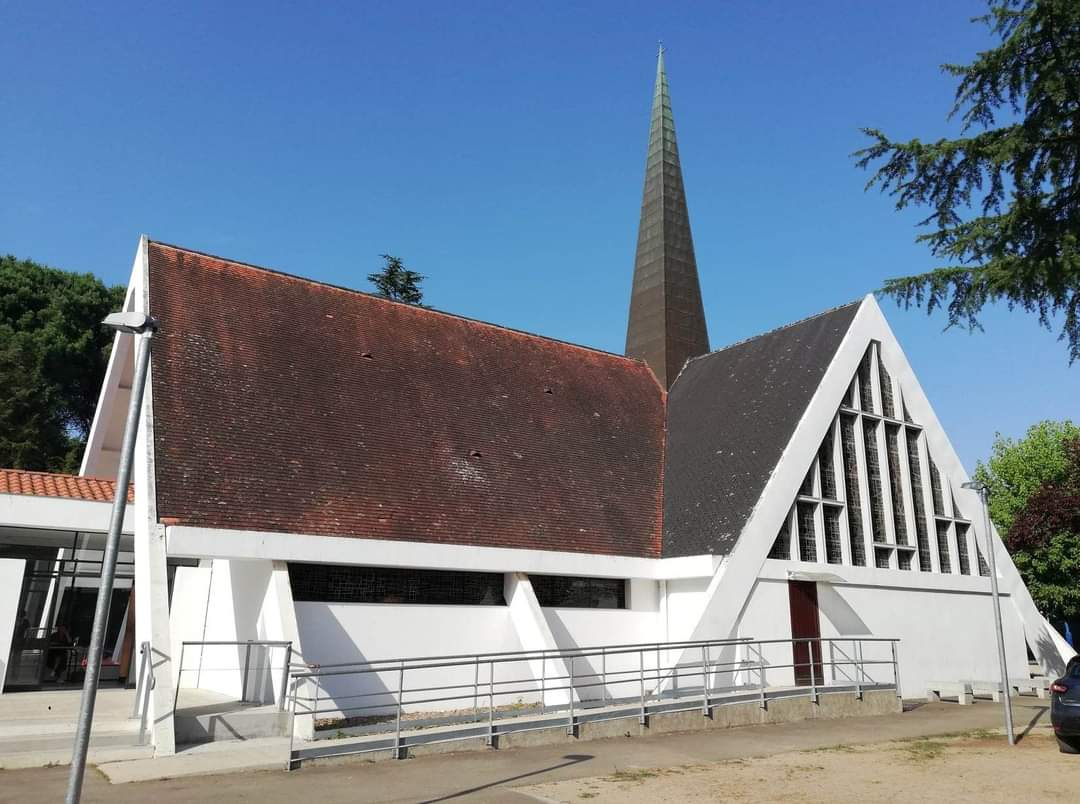
Chapelle du groupe scolaire privé Jean-Cassaigne (ancien petit séminaire) au n°1120.

Moulin à huile de Pilon

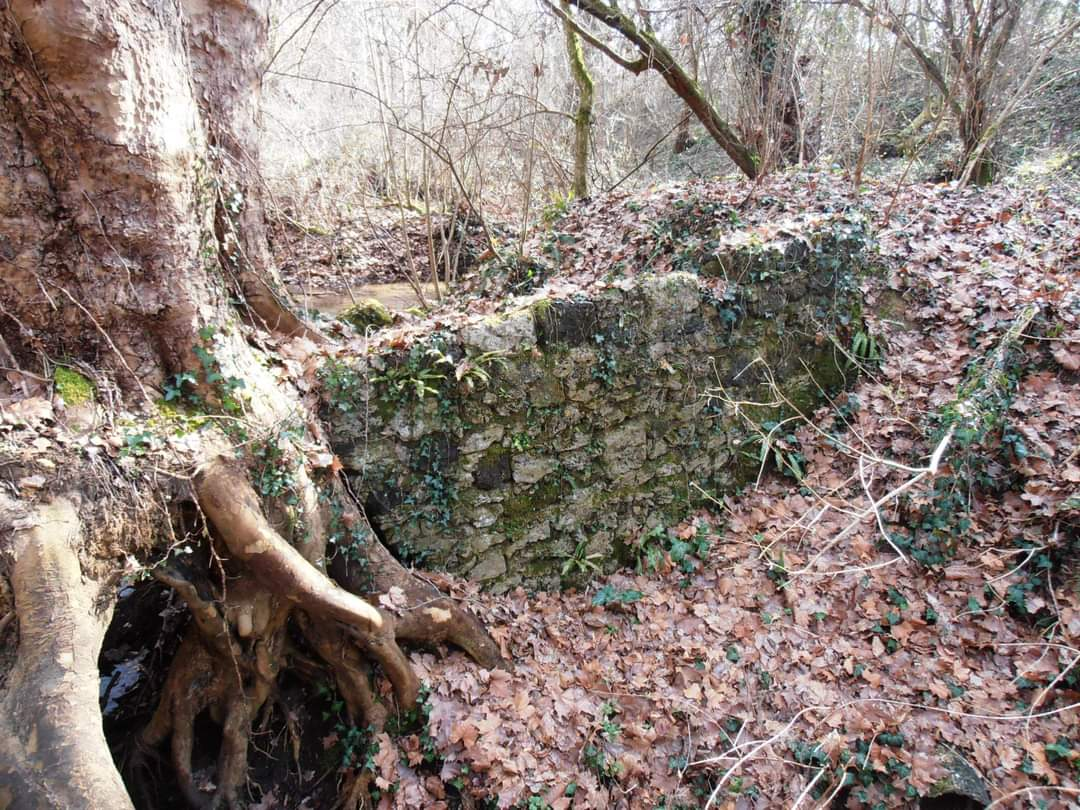
Vestige du mur du moulin à huile, proche du chemin de Thore
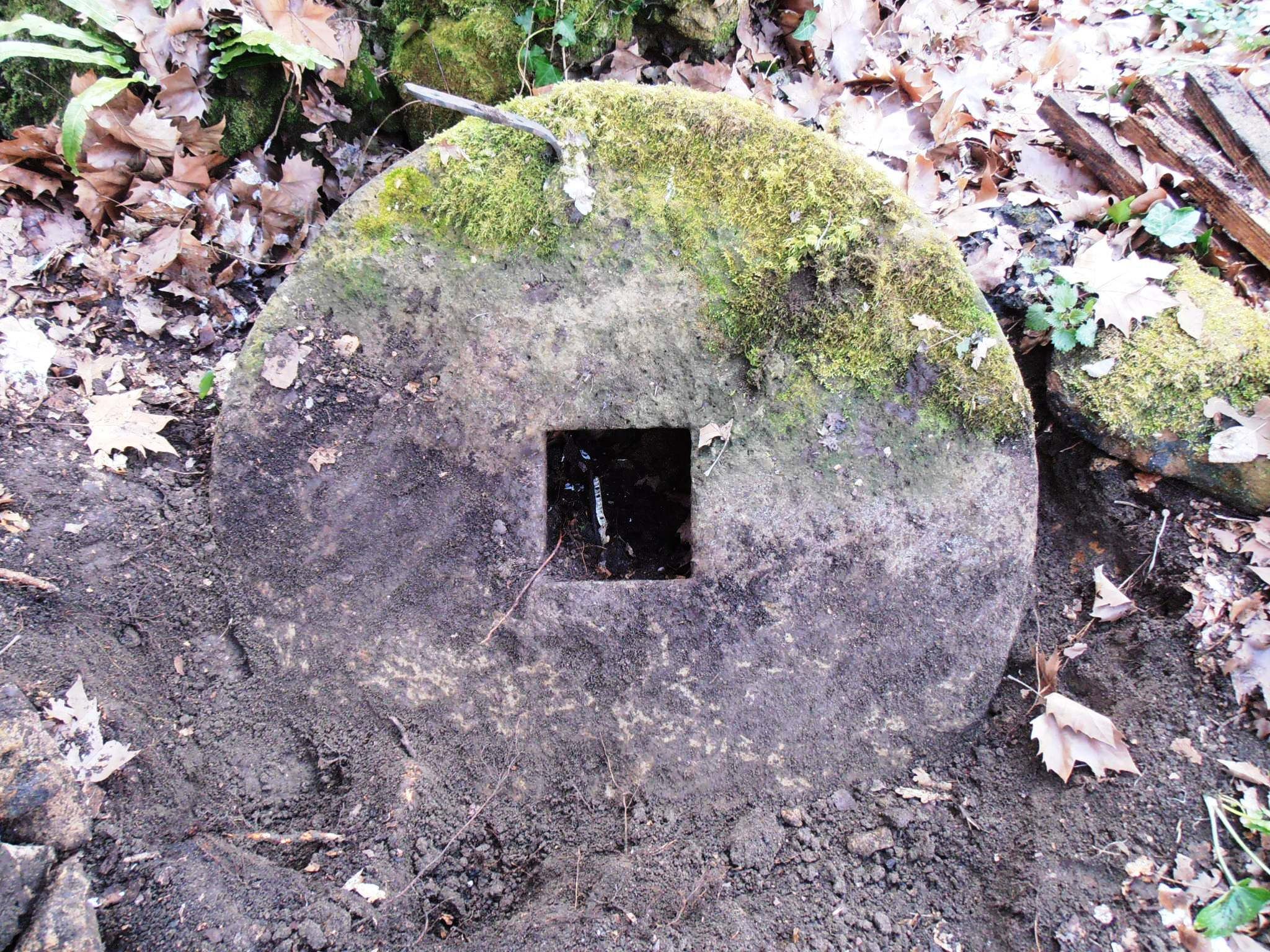
Vestige de la meule. Diamètre : 1,15 m ; épaisseur : 25 cm ; moyeu : 21 cm2